# Aurel Giurumia
Aurel Giurumia (n. 14 martie 1931, Cernăuți, România – d. 30 martie 2004, București, România) a fost un actor român de teatru și film.

## Cariera
Nascut la Cernauti, Aurel Giurumia a absolvit, in 1954, Institutul de Teatru din Cluj-Napoca.
A fost angajat întâi la Teatrul Național Cluj, după care, din 1968, la Teatrul de Comedie din București, unde a jucat până în 1989. Trupul său a fost incinerat.

## Distincții
- Medalia Muncii (12 august 1959) „pentru merite deosebite în opera de construire a socialismului”[4]
- Ordinul Muncii clasa a III-a (10 august 1964) „pentru merite deosebite în opera de construire a socialismului, cu prilejul celei de a XX-a aniversări a eliberării patriei”[5]
- Ordinul Meritul Cultural clasa a V-a (6 noiembrie 1967) „pentru merite deosebite în domeniul artei dramatice”[6]

In mai bine de 20 de ani de prezenta pe scena Teatrului de Comedie a interpretat roluri de neuitat sub indrumarea regizorilor Lucian Giurchescu, Catalina Buzoianu, Dinu Cernescu, Sanda Manu, Alexandru Tocilescu.
Pana in 1968, a jucat in peste 50 de spectacole ale Teatrului National din Cluj, majoritatea in regia lui Victor Ion Popa si Constantin Anatol. 
Printre spectacolele in care a jucat se numara: "Cher Antoine" de Jean Anouilh, "Mutter Courage" de Bertolt Brecht, "Jocul dragostei si al intamplarii" de Marivaux, "Livada de visini" de A.P. Cehov si "Concurs de frumusete" de Tudor Popescu. Ultimul rol pe scena Comediei a fost Chenneviette in "Scaiul" de Feydeau (regia Ion Lucian), in 1989. In privinta cinematografiei si a televiziunii, a facut roluri memorabile, printre altele, in "Alo?... Ati gresit numarul!" si "Doi baieti ca painea calda", ambele regizate de Andrei Calarasu, "Piratii din Pacific" (regia Gilles Grangier, Sergiu Nicolaescu), "Gloria nu canta" (regia Alexandru Bocanet), "Eu, tu si Ovidiu" (regia Geo Saizescu), "Totul pentru fotbal" (regia Andrei Blaier), "Saltimbancii" si "Un saltimbanc la Polul Nord", acestea doua regizate de Elisabeta Bostan, "Vara sentimentala" si "Duminica in familie", doua productii regizate de Francisc Munteanu.
Actorul Aurel Giurumia a fost decorat la 13 decembrie 2002 cu Ordinul național Serviciul Credincios în grad de Cavaler, alături de alți actori, „pentru devotamentul și harul artistic puse în slujba teatrului romanesc, cu prilejul împlinirii unui veac și jumătate de existență a Teatrului Național din București”.

## Filmografie
- Cu fata spre public (1956)
- Alo?... Ați greșit numărul! (1958)
- Vacanță la mare (1963)
- Doi băieți ca pîinea caldă (1965)
- Așteptarea (1970)
- Aventurile echipajului Val-Vîrtej (1971)
- Drum în penumbră (1972)
- Pistruiatul (1973) - Gruia
- Capcana (1974)
- Pirații din Pacific (1975)
- Orașul văzut de sus (1975)
- Zile fierbinți (1975)
- Amiciție (1976)
- Un text cu bucluc (1976)
- Gloria nu cântă (1976)
- Premiera (1976)
- Roșcovanul (1976)
- Toate pînzele sus (serial TV, 1977) - ep. 3-5 - Agop din Bazar și Haig (fratele lui Agop)
- Acțiunea „Autobuzul” (1978)
- Eu, tu, și... Ovidiu (1978)
- Melodii, melodii (1978)
- Cianura... și picătura de ploaie (1978)
- Din nou împreună (1978)
- Totul pentru fotbal (1978) - antrenorul echipei Gloria
- Ciocolată cu alune (1979)
- Audiența (1979)
- Punga cu libelule (1981)
- Fiul munților (1981)
- Ana și „hoțul” (1981)
- Saltimbancii (1981)
- De ce trag clopotele, Mitică? (1981)
- Grăbește-te încet (1982)
- Un saltimbanc la Polul Nord (1982)
- Fram (1983)
- Eroii n-au vârstă  (serial TV) (1984)
- Promisiuni (1985)
- Căsătorie cu repetiție (1985)
- Vară sentimentală (1986) - Ion Gorun, paznicul cu un picior de lemn
- Duminică în familie (1988)
- Campioana (1991)

## Teatru
- Adam și Eva (27 aprilie 1963 - Teatrul Național din Cluj) - ca Actorul
- Fata fără zestre de Alexandr Ostrovski, regia Matei Alexandru (30 noiembrie 1976, teatru TV)[8]